# Pareuchiloglanis macrotrema
Pareuchiloglanis macrotrema är en fiskart som först beskrevs av Norman 1925.  Pareuchiloglanis macrotrema ingår i släktet Pareuchiloglanis och familjen Sisoridae. IUCN kategoriserar arten globalt som otillräckligt studerad. Inga underarter finns listade i Catalogue of Life.